# Вінницький Андрій Васильович
Андрі́й Васи́льович Ві́нницький (нар. 18 травня 1895 — 24 квітня 1970) — український та російський радянський кінорежисер науково-популярних фільмів, біолог. Його фільм «Сонячне плем'я» став одним з переможців Каннського кінофестивалю 1946 року.

## Життєпис
В роки Української революції 1917—1921 років брав участь у підпільній боротьбі на боці більшовиків. Згодом працював у Київській губполітпросвіті, був директором Всеукраїнського історичного музею, брав участь в організації Київського музею російського мистецтва.
Біолог з університетською освітою Андрій Васильович Вінницький зайнявся науково-популярним кінематографом 1928 року за рекомендацією члена Правління Всеукраїнського фотокіноуправління Павла Нечеса.
1935 року знімав фільми про наукові дослідження Івана Павлова в галузі вищої нервової діяльності.
Спеціалізувався в галузі ентомології, зняв низку фільмів про комах.
Разом з режисером Юзефом Муріним зняв фільм «Людина і мавпа», побудований на документальному матеріалі. Фільм включає зйомки відлову мавп у тропіках, а потім епізоди з їх життя в Сухумському розпліднику мавп.
Фільм «Людина і мавпа» довгий час вважався втраченим. 2017 року співробітники Національного Центру Олександра Довженка віднайшли його у кіноархіві Токіо. 2018-го року стрічку було повернуто в Україну та представлено в рамках фестивалю Німі ночі. 
14 березня 1940 року в Московському будинку кіно відбувся вечір-перегляд науково-популярних фільмів А. В. Вінницького «Людина і мавпа», «Мураха-амазонка», «Кільчатий шовкопряд», «Оса Амофіла» і «Інстинкт комах».
Його фільм «Сонячне плем'я» отримав Гран-прі за науковий короткометражний фільм Каннського кінофестивалю 1946 року.
З 1948 по 1954 відбував покарання в ГУЛАГу за сфабрикованою справою.
Знову почав знімати науково-популярні фільми, а фільм 1959 року «В країні нектару» став переможцем кінофестивалю у Празі.
Після 1959 року фільмів не знімав.

## Особисте життя
Був одружений з Лещинською Інною Михайлівною (1907—1986), киянкою, яка в молодості була музою українського поета Ґео Шкурупія.

## Режисер
- 1929 — «Всюди координати» (разом зі Швачком О.)
- 1929 — «Вітер» (разом зі Швачком О.)
- 1929 — «Життя метелика»
- 1929 — «Сухумський розплідник мавп»
- 1930 — «Порцеляна»
- 1930 — «Людина і мавпа» (Київська кіностудія, відділ «Техфільм») спільно з Ю. Муріним[7][8]
- 1936 — «Мураха-амазонка» (Лентехфільм, Перша премія на фестивалі в Парижі[9], фільм згорів під час блокади Ленінграду)
- 1936 — «Павуки» (Лентехфільм)
- 1938 — «Оса Амофіла»
- 1939 — «Інстинкт комах»
- 1940 — «Корисні комахи»
- 1943 — «Дії 45-мм зброї в зимових умовах»
- 1944 — «Сонячне плем'я» («The Sunny Tribe»[9], переможець Канського фестивалю 1946 року)
- 1947 — «З життя комах»
- 1957 — «Колгосп на Оці»
- 1957 — «Місто бджіл»
- 1959 — «В країні нектару» (Моснаукфільм)

## Сценарист
- 1929 — «Життя метелика» — автор сценарію
- 1957 — «Колгосп на Оці» — автор сценарію спільно з М. Витухновським